# Epidemia de cólera de Broad Street

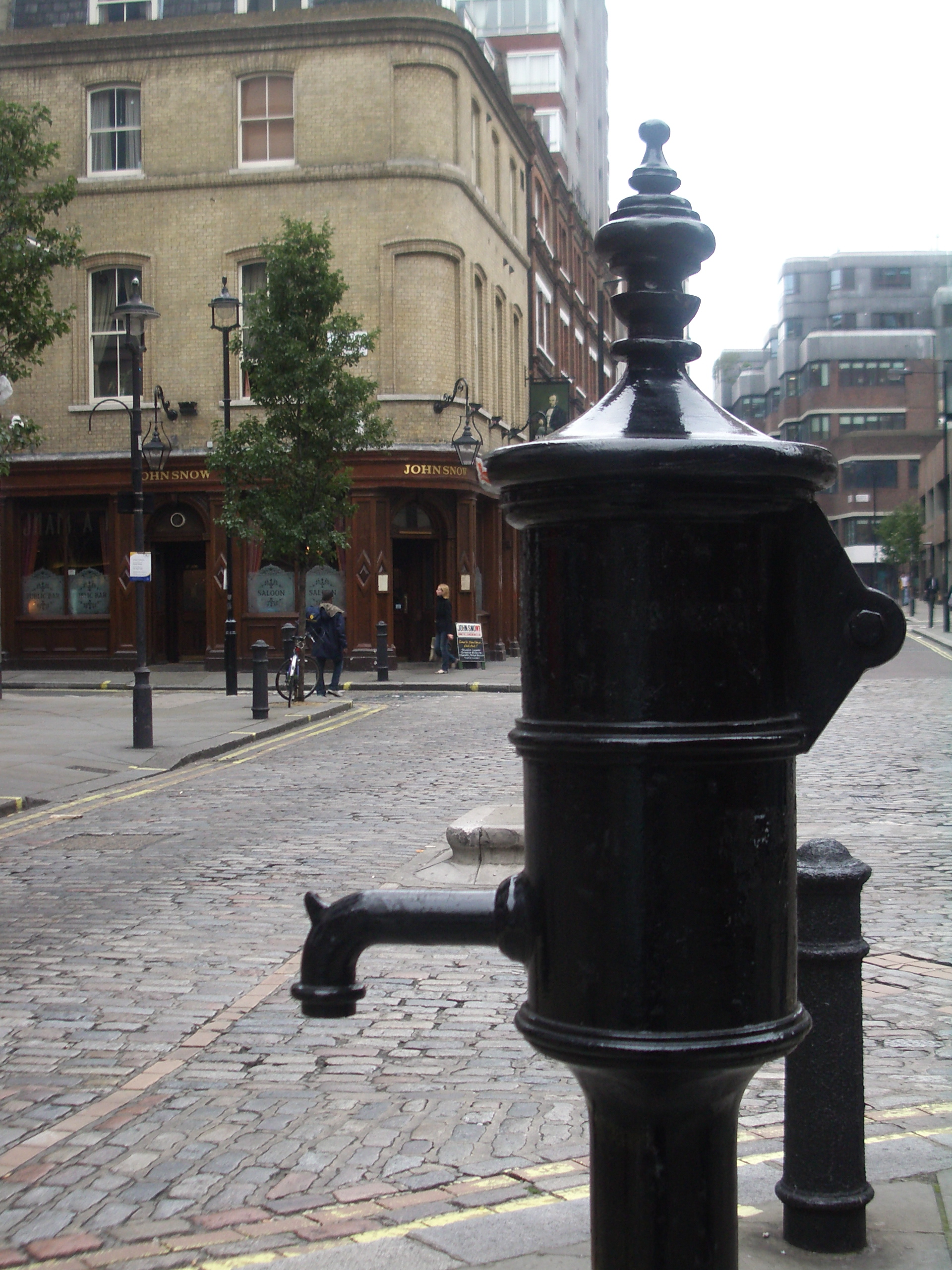
Broadwick Street con una réplica de la bomba de agua y recordatorio de John Snow y su labor.

El brote de cólera de la calle Broad fue un brote de cólera que ocurrió en 1854 en cercanías de la calle Broad (en la actualidad denominada Broadwick Street) en el distrito de Soho en Londres, Inglaterra. Este brote es muy conocido por el estudio realizado por el médico John Snow que lo llevó a descubrir la causa de la propagación del cólera, estableciendo que se debía al agua proveniente de un pozo contaminado con heces existente en esa calle. Este hallazgo sentó las bases para el cambio de paradigma respecto de la generación de las enfermedades y la definición del concepto de enfermedad infectocontagiosa que se lograra poco después con el aporte de Louis Pasteur. La determinación de la causa de este brote influyó sobre la organización de la salud pública y la mejora de los sistemas de drenaje y toma de agua hacia comienzos del siglo XIX.